# Brissogne
Brissogne – miejscowość i gmina we Włoszech, w regionie Dolina Aosty.
Według danych na styczeń 2009 gminę zamieszkiwało 960 osób przy gęstości zaludnienia 37,7 os./1 km².